# Rumunsko na Letních olympijských hrách 2008
Rumunsko se účastnilo Letní olympiády 2008. Zastupovalo ho 101 sportovců (40 mužů a 61 žen) v 16 sportech.

## Medailisté
| Medaile | Jméno | Sport                | Soutěž                       |
| ------- | --- | -------------------- | ---------------------------- |
| Zlato   | Alina Dumitruová | Judo                 | Ženy 48 kg                   |
| Zlato   | Georgeta Andrunache Viorica Susanuová | Veslování            | Ženy dvojka bez kormidelníka |
| Zlato   | Constantina Tomescuová | Atletika             | Ženy maraton                 |
| Zlato   | Sandra Izbașaová | Sportovní gymnastika | Ženy prostná                 |
| Stříbro | Ana-Maria Brânzăová | Šerm                 | Ženy kord                    |
| Bronz   | Mihai Covaliu | Šerm                 | Muži šavle                   |
| Bronz   | Andreea Acatrinei Gabriela Drăgoi Andreea Grigore Sandra Izbașaová Steliana Nistor Anamaria Tamarjan                                      | Sportovní gymnastika | Družstvo žen                 |
| Bronz   | Constanța Burcică Viorica Susanuová Rodica Șerban Beniko Barabas Simona Mușat Ioana Papuc Georgeta Andrunache Doina Ignat Elena Georgescu | Veslování            | Ženy osma                    |